# Linus van Pelt
Linus Van Pelt est un personnage apparaissant dans le comic-strip Peanuts créé par Charles Schulz. Linus est le meilleur ami de Charlie Brown. Il a une sœur, Lucy, l’aînée de la famille, et un frère, Rerun, le cadet.

## Caractéristiques du personnage
Linus fait sa première apparition le 19 septembre 1952, mais son nom n'est mentionné que trois années plus tard. Il prononce ses premiers mots en 1954, année au cours de laquelle on le voit apparaître avec son « doudou ».
Charles Schulz, le créateur de Linus, explique que « Linus, mon alter-ego sérieux, est le génie de la famille ; il est intelligent et cultivé ce qui, je pense, contribue à son sentiment d’insécurité ».
Lee Mendelson, producteur de la majorité des épisodes saisonniers de la série télévisée Peanuts, aurait avoué que Linus était son personnage préféré.